# Кларкс-Пойнт (Аляска)
Кларкс-Пойнт (англ. Clark's Point; юпик: Saguyaq) — город в зоне переписи населения Диллингхем, штат Аляска, США. Население по данным переписи 2010 года составляет 62 человека.

## География
Площадь города составляет 10,5 км², из них 8,0 км² — суша и 2,5 км² — водные поверхности. Расположен примерно в 24 км от города Диллингхем.

## Население
По данным переписи 2000 года, население города составляло 75 человек. Расовый состав: коренные американцы — 90,67 %; белые — 6,67 %; уроженцы островов тихого океана — 1,33 % и представители двух и более рас — 1,33 %.
Из 24 домашних хозяйств в 33,3 % — воспитывали детей в возрасте до 18 лет, 45,8 % представляли собой совместно проживающие супружеские пары, в 16,7 % семей женщины проживали без мужей, 37,5 % не имели семьи. 25,0 % от общего числа семей на момент переписи жили самостоятельно, при этом 4,2 % составили одинокие пожилые люди в возрасте 65 лет и старше. В среднем домашнее хозяйство ведут 3,13 человек, а средний размер семьи — 3,93 человек.
Доля лиц в возрасте младше 18 лет — 38,7 %; лиц в возрасте от 18 до 24 лет — 6,7 %; от 25 до 44 лет — 25,3 %; от 45 до 64 лет — 21,3 % и лиц старше 65 лет — 8,0 %. Средний возраст населения — 30 лет. На каждые 100 женщин приходится 114,3 мужчин; на каждые 100 женщин в возрасте старше 18 лет — 119,0 мужчин.
Средний доход на совместное хозяйство — $28 125; средний доход на семью — $41 250. Средний доход на душу населения — $10 988.
Динамика численности населения города по годам:
| 1930 | 1940 | 1950 | 1960 | 1980 | 1990 | 2000 | 2010 |
| ---- | ---- | ---- | ---- | ---- | ---- | ---- | ---- |
| 25   | 22   | 128  | 138  | 79   | 60   | 75   | 62   |